# John Winter (athlétisme)
Pour les articles homonymes, voir John Winter et Winter.
John Winter (né le 3 décembre 1924 à Victoria Park - mort le 5 décembre 2007) était un athlète australien, spécialiste du saut en hauteur.
Il remporta la médaille d'or lors des Jeux olympiques de Londres en 1948, avec un saut de 1,98 m.